# San Juan megye (Colorado)
San Juan megye az Amerikai Egyesült Államokban, azon belül Colorado államban található.van. Megyeszékhelye Silverton, mely egyben a legnagyobb városa is. Lakosainak száma 705 fő (2020. április 1.). San Juan megye Ouray, La Plata, Hinsdale, Montezuma, Dolores és San Miguel megyékkel határos.

## Népesség
A megye népességének változása:
| Lakosok száma | 708  | 700  | 685  | 692  | 701  | 705  |
|               | 2010 | 2011 | 2012 | 2013 | 2015 | 2020 |